# Dinámica del chapoteo

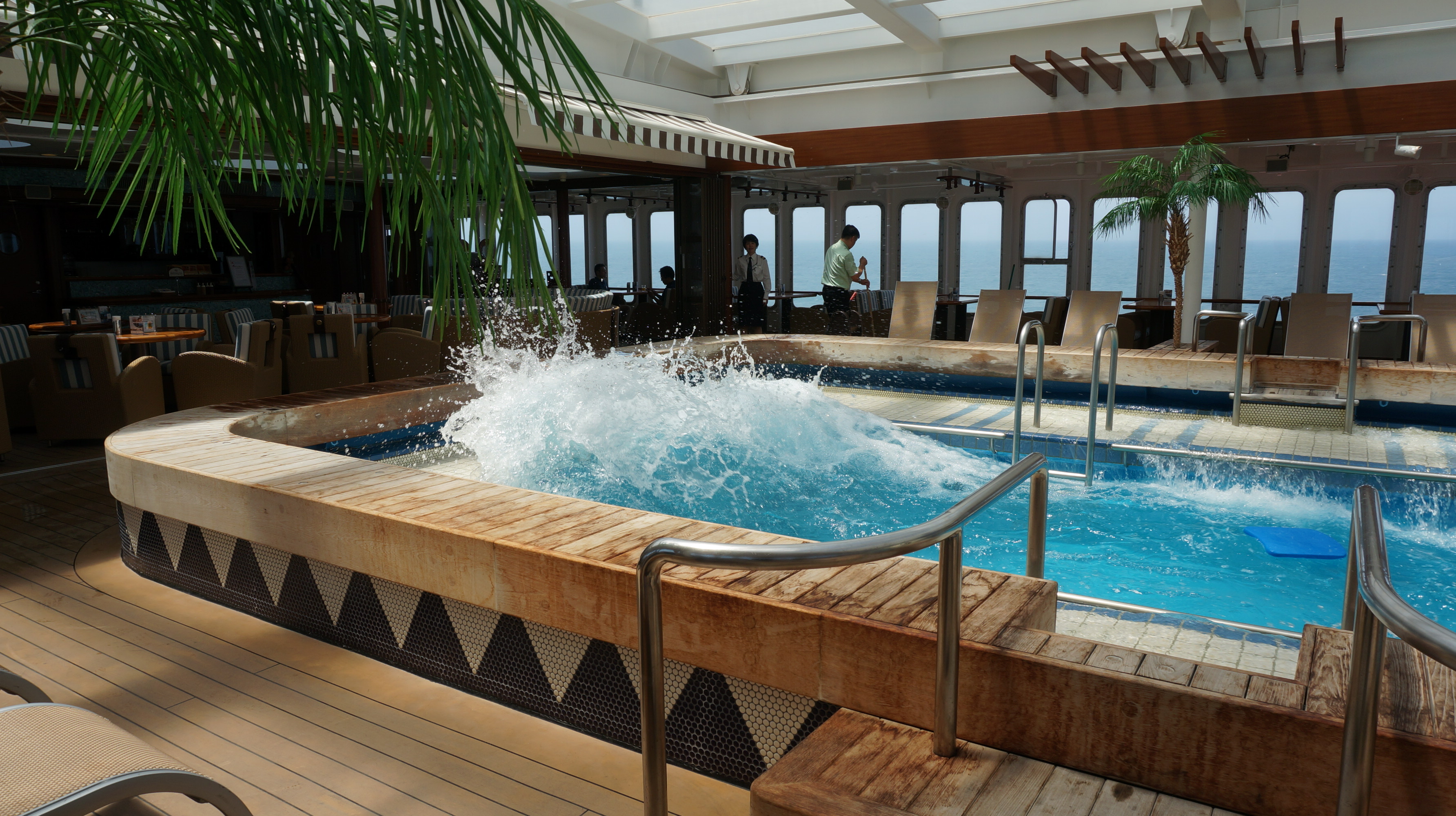
Agua chapoteando en la piscina de un crucero que está experimentando un movimiento de lanzamiento

En dinámica de fluidos, chapoteo se refiere al movimiento de un líquido dentro de otro objeto (que, por lo general, también está en movimiento).
En sentido estricto, el líquido debe tener una superficie libre para constituir un problema de dinámica de chapoteo, donde la dinámica del líquido puede interactuar con el contenedor para alterar significativamente la dinámica del sistema. Los ejemplos importantes incluyen propelente de cohetes en tanques de aeronaves y cohetes (especialmente en etapas superiores), y el efecto de superficie libre (movimiento de carga) en barcos y camiones que transportan líquidos (por ejemplo, petróleo y gasolina). Sin embargo, se ha vuelto común referirse al movimiento de líquido en un tanque completamente lleno, es decir, sin una superficie libre, como "chapoteo o chispeo de combustible"
Dicho movimiento se caracteriza por "ondas de inercia" y puede ser un efecto importante en la dinámica de las naves espaciales. Se han derivado relaciones matemáticas y empíricas extensas para describir el chapoteo de líquidos. Estos tipos de análisis se realizan típicamente utilizando dinámica de fluidos computacional y métodos de elemento finito para resolver el problema de interacción de estructura de fluido, especialmente si el contenedor sólido es flexible. Los parámetros no dimensionales relevantes de la dinámica de fluidos incluyen el número de Eötvös , el número de Weber y el número de Reynolds.
El chapoteo es un efecto importante para las naves espaciales, barcos, y algunas aeronaves. el chapoteo fue un factor clave en la anomalía del segundo vuelo de prueba del Falcon 1, y ha tenido implicación en varias otras anomalías de naves espaciales, incluyendo un incidente que pudo haber acabado en desastre con el satélite Near Earth Asteroid Rendezvous (NEAR Shoemaker).

## Efectos de naves espaciales
El líquido chapotea en microgravedad es relevante para naves espaciales, más comúnmente satélites en órbita terrestre, y se debe tener en cuenta la tensión de la superficie del líquido que puede alterar la forma (y por lo tanto los valores propios) de la barra líquida. Típicamente, una gran parte de la fracción de masa de un satélite es un propulsor líquido en / cerca del comienzo de la vida útil (BOL), y el chapoteo puede afectar adversamente el rendimiento del satélite de varias maneras. Por ejemplo, el derrame de propelente puede introducir incertidumbre en la actitud de las naves espaciales (señalización), lo que a menudo se denomina fluctuación de fase. Fenómenos similares pueden causar el efecto pogo y pueden dar como resultado una falla estructural del vehículo espacial.
Otro ejemplo es la interacción problemática con el sistema de control de actitud de la nave espacial (ACS), especialmente para satélites giratorios que puede sufrir resonancia entre sacudida y nutación, o cambios adversos a la inercia rotacional. Debido a este tipo de riesgo, en la década de 1960, la Administración Nacional de Aeronáutica y del Espacio (NASA) estudio ampliamente el chapoteo de líquido en tanques de naves espaciales, y en la década de 1990, la NASA realizó el experimento de Middeck 0-Gravity Dynamics en el transbordador espacial. La Agencia Espacial Europea ha adelantado estas investigaciones.. Con el lanzamiento de SLOSHSAT. La mayoría de las naves espaciales giratorias desde 1980 se han probado en la torre de caída de Applied Dynamics Laboratories utilizando modelos de subescala.. El Southwest Research Institute también ha hecho grandes contribuciones. pero la investigación es generalizada en el mundo académico y la industria.
La investigación continúa sobre los efectos de los derrames en los depósitos de propelentes en el espacio. En octubre de 2009, la Fuerza Aérea y la United Launch Alliance (ULA) realizaron una demostración experimental en órbita en una etapa superior modificada del Centauro (cohete)  en el lanzamiento del satélite DMSP-18 con el fin de mejorar la "comprensión de la sedimentación y el asentamiento del propelente", "La luz El peso del DMSP-18 permitió 12,000 libras (5,400 kg) del resto de los propelentes LO2 y LH2, 28% de la capacidad del Centauro ", para las pruebas en órbita. La extensión de la misión posterior a la nave espacial se ejecutó 2.4 horas antes de que se ejecutara la maniobra de orbital.
El Programa de servicios de lanzamiento de la NASA está trabajando en dos experimentos en curso de salpicado de fluidos dinámicos con socios: CRYOTE y SPHERES-Slosh. ULA tiene demostraciones adicionales a pequeña escala de manejo de fluidos criogénicos planeadas con el proyecto CRYOTE en 2012–2014 llevando a una prueba de depósito de propulsor crio-sat en gran escala ULA bajo el programa de demostraciones de tecnología insignia de la NASA en 2015. SPHERES-Slosh con el Instituto de Tecnología de Florida y el Instituto de Tecnología de Massachusetts examinarán cómo se mueven los líquidos dentro de los contenedores en microgravedad con el banco de pruebas de SPHERES en la Estación Espacial Internacional.

## Chapoteo en vehículos cisterna
El chapoteo de líquidos influye fuertemente en la dinámica direccional y el desempeño de seguridad de los vehículos de tanques de carretera de una manera altamente adversa. Las fuerzas y los momentos hidrodinámicos que surgen de las oscilaciones de la carga líquida en el tanque bajo maniobras de dirección y / o frenado reducen el límite de estabilidad y la capacidad de control de los vehículos tanque parcialmente llenos. Los dispositivos contra saltos, como los deflectores, se usan ampliamente para limitar el efecto adverso de los derrames de líquidos en el rendimiento direccional y la estabilidad de los vehículos cisterna. Desde la mayor parte del tiempo, los petroleros transportan contenidos líquidos peligrosos como amoníaco, gasolina y fuelóleos; por lo tanto, la estabilidad de los vehículos de carga líquida parcialmente llenos es muy importante. Las optimizaciones y las técnicas de reducción de saltos en tanques de combustible como el tanque elíptico, rectangular, ovalado modificado y la forma genérica del tanque se han realizado en diferentes niveles de llenado utilizando análisis numéricos, analíticos y analógicos. La mayoría de estos estudios se concentran en los efectos de los deflectores en los movimientos, mientras que la influencia de la sección transversal se ignora por completo..
El Bloodhound SSC 1,000 mph Project Car utiliza un cohete de combustible líquido que requiere un tanque oxidante especialmente desconcertado para evitar la inestabilidad direccional, las variaciones de empuje del cohete e incluso el daño del tanque oxidante.

## Efectos prácticos
El derrame o desplazamiento de la carga, lastre de agua u otro líquido (por ejemplo, debido a fugas o extinción de incendios) puede causar volcamiento desastroso en los barcos debido al efecto de superficie libre; Esto también puede afectar a camiones y aviones.
El efecto del chapoteo se usa para limitar el rebote de una pelota de hockey sobre patines. El chapoteo del agua puede reducir significativamente la altura de rebote de una pelota. pero algunas cantidades de líquido parecen conducir a un efecto de resonancia. Muchas de las pelotas para hockey sobre patines comúnmente disponibles contienen agua para reducir la altura de rebote.

### Otras referencias
- ((en inglés)) Meserole, J.S., Un. Fortini (1987), “Slosh Dinámica en un Toroidal Tanque,” Aeronave de Revista, Volumen 24, Número 6, noviembre@–diciembre 1987
- ((en inglés)) NASA (1969), Slosh supresión Archivado el 8 de enero de 2013 en Wayback Machine., mayo 1969, PDF, 36p
- ((en inglés)) NASA (1966), comportamiento Dinámico de líquidos en contenedores emotivos con aplicaciones a propulsores en tanques de combustible de vehículo espaciales, Jan 1, 1966, PDF, 464 p

- Datos: Q1129460
- Multimedia: Slosh / Q1129460